# منتخب هونغ كونغ لكرة الصالات
منتخب هونغ كونغ الوطني لكرة قدم الصالات (بالإنجليزية: Hong Kong national futsal team) هو ممثل هونغ كونغ الرسمي في المنافسات الدولية في كرة الصالات .